# Animate Records
Animate Records és un segell de música alemany i una botiga en línia amb seu a Großvoigtsberg, Saxònia, fundada el 2002. El seu focus estilístic es basa principalment en el Death Metal i el Black Metal, però també inclou Doom Metal, Grindcore, Crustcore, Metalcore, Power Metal, Pagan Metal i Viking Metal.
Animate Records ha llançat LP, CD, cintes i mexandatge de bandes conegudes com a Unleashed, Purgatory, Grave, Napalm Death, Terrorizer, Vomitory, Cryptopsy, Kataklysm, Lock Up, Control Denied, Belphegor, Samael, Darkened Nocturn Slaughtercult, Coercion, Bloodbath, Krisiun, Blood, Carnage, Kampfar, Master, Agatocles, Hades Almighty, Hate, Agathocles, Sublime Cadaveric Decomposition, Funeral Whore o Katatonia i moltes altres. En els darrers anys, Animate Records s'ha especialitzat en el llançament de LP de vinil.
Sota la submarca "Animate Recorpse", el 20 d'abril de 2014, produirien també marxandatge d'alta qualitat (principalment samarretes) de diverses bandes de metall. Tenint cura que la matèria primera utilitzada no sigui produïda pel treball infantil.